# Psaume 63 (62)

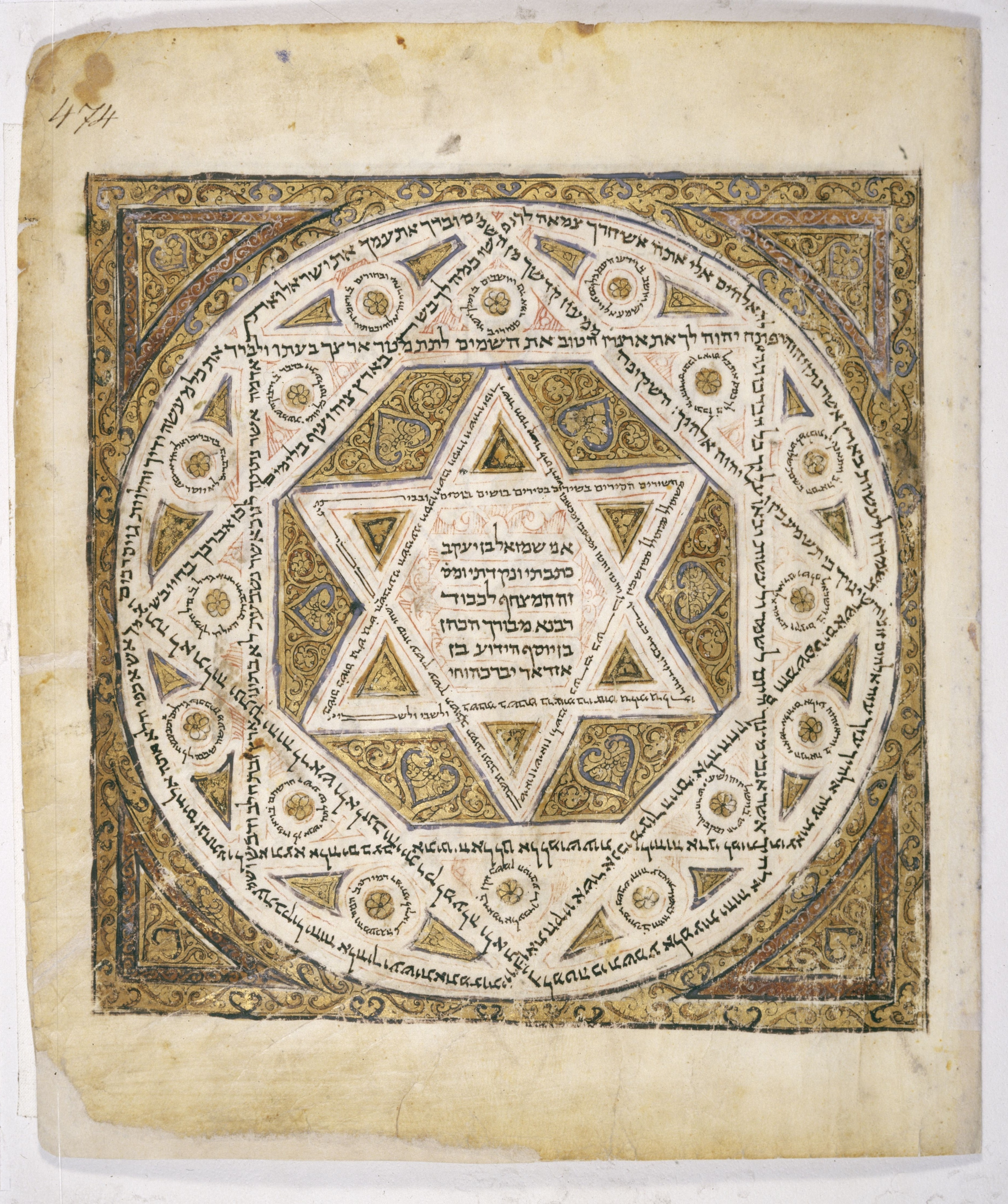
Manuscrit de la Bible hébraïque du codex de Léningrad. On trouve sur le motif entourant l'étoile de David le premier verset du psaume 63.

Le psaume 63 (62 selon la numérotation grecque) est attribué au roi David, qui l'aurait écrit au désert de Juda selon l'indication du premier verset. Ce psaume très populaire aborde le thème du désir de Dieu.

## Texte
N.B. S’il y a conflit de numérotation des versets entre l’hébreu et le latin, c’est l’original hébreu qui prévaut et la traduction française le suit. Par contre, le latin ne se plie pas à la numérotation affichée. Les numéros de versets s'appliquent au texte latin, mais la traduction est décalée par endroits. 
| verset | original hébreu                                                          | traduction française de Louis Segond | Vulgate latine                                                                                            |
| ------ | ------------------------------------------------------------------------ | --- | --- |
| 1      | מִזְמוֹר לְדָוִד; בִּהְיוֹתוֹ, בְּמִדְבַּר יְהוּדָה                                          | [Psaume de David. Lorsqu’il était dans le désert de Juda.]                                                                              | [Psalmus David cum esset in deserto Iudaeae]                                                              |
| 2      | אֱלֹהִים, אֵלִי אַתָּה-- אֲשַׁחֲרֶךָּ:צָמְאָה לְךָ, נַפְשִׁי-- כָּמַהּ לְךָ בְשָׂרִי;בְּאֶרֶץ-צִיָּה וְעָיֵף בְּלִי-מָיִם | Ô Dieu ! tu es mon Dieu, je te cherche ; mon âme a soif de toi, mon corps soupire après toi, dans une terre aride, desséchée, sans eau. | Deus Deus meus ad te de luce vigilo sitivit in te anima mea quam multipliciter tibi caro mea              |
| 3      | כֵּן, בַּקֹּדֶשׁ חֲזִיתִךָ-- לִרְאוֹת עֻזְּךָ, וּכְבוֹדֶךָ                                       | Ainsi je te contemple dans le sanctuaire, pour voir ta puissance et ta gloire.                                                          | In terra deserta et invia et inaquosa sic in sancto apparui tibi ut viderem virtutem tuam et gloriam tuam |
| 4      | כִּי-טוֹב חַסְדְּךָ, מֵחַיִּים; שְׂפָתַי יְשַׁבְּחוּנְךָ                                         | Car ta bonté vaut mieux que la vie : Mes lèvres célèbrent tes louanges.                                                                 | Quoniam melior est misericordia tua super vitas labia mea laudabunt te                                    |
| 5      | כֵּן אֲבָרֶכְךָ בְחַיָּי; בְּשִׁמְךָ, אֶשָּׂא כַפָּי                                             | Je te bénirai donc toute ma vie, j’élèverai mes mains en ton nom.                                                                       | Sic benedicam te in vita mea in nomine tuo levabo manus meas                                              |
| 6      | כְּמוֹ חֵלֶב וָדֶשֶׁן, תִּשְׂבַּע נַפְשִׁי; וְשִׂפְתֵי רְנָנוֹת, יְהַלֶּל-פִּי                            | Mon âme sera rassasiée comme de mets gras et succulents, et, avec des cris de joie sur les lèvres, ma bouche te célébrera.              | Sicut adipe et pinguidine repleatur anima mea et labia exultationis laudabit os meum                      |
| 7      | אִם-זְכַרְתִּיךָ עַל-יְצוּעָי-- בְּאַשְׁמֻרוֹת, אֶהְגֶּה-בָּךְ                                    | Lorsque je pense à toi sur ma couche, je médite sur toi pendant les veilles de la nuit.                                                 | Si memor fui tui super stratum meum in matutinis meditabar in te                                          |
| 8      | כִּי-הָיִיתָ עֶזְרָתָה לִּי; וּבְצֵל כְּנָפֶיךָ אֲרַנֵּן                                        | Car tu es mon secours, et je suis dans l’allégresse à l’ombre de tes ailes.                                                             | Quia fuisti adiutor meus et in velamento alarum tuarum exultabo                                           |
| 9      | דָּבְקָה נַפְשִׁי אַחֲרֶיךָ; בִּי, תָּמְכָה יְמִינֶךָ                                          | Mon âme est attachée à toi ; ta droite me soutient.                                                                                     | Adhesit anima mea post te me suscepit dextera tua                                                         |
| 10     | וְהֵמָּה--לְשׁוֹאָה, יְבַקְשׁוּ נַפְשִׁי; יָבֹאוּ, בְּתַחְתִּיּוֹת הָאָרֶץ                              | Mais ceux qui cherchent à m’ôter la vie iront dans les profondeurs de la terre ;                                                        | Ipsi vero in vanum quaesierunt animam meam introibunt in inferiora terrae                                 |
| 11     | יַגִּירֻהוּ, עַל-יְדֵי-חָרֶב; מְנָת שֻׁעָלִים יִהְיוּ                                       | Ils seront livrés au glaive, ils seront la proie des chacals.                                                                           | Tradentur in manus gladii partes vulpium erunt                                                            |
| 12     | וְהַמֶּלֶךְ, יִשְׂמַח בֵּאלֹהִים:יִתְהַלֵּל, כָּל-הַנִּשְׁבָּע בּוֹ: כִּי יִסָּכֵר, פִּי דוֹבְרֵי-שָׁקֶר             | Et le roi se réjouira en Dieu ; quiconque jure par lui s’en glorifiera, car la bouche des menteurs sera fermée.                         | Rex vero laetabitur in Deo laudabitur omnis qui iurat in eo quia obstructum est os loquentium iniqua      |

## Thème du psaume
Le psaume se compose de deux parties : un tutoiement de Dieu par le psalmiste du verset 2 au 9, puis des souhaits de vengeance formulés à la troisième personne dans les trois derniers versets.  La première partie, plus développée, évoque le désir, la louange puis la confiance en Dieu. L'image de la terre aride n'exprime pas l'absence de Dieu comme dans d'autres psaumes, mais bien l'aspiration à la rencontre. La confiance est exprimée ensuite par le symbolisme de l'oiseau protecteur. Peut-être aussi que les ailes rappellent les ailes des kéroubim sur l'arche d'alliance, ceux-ci représentant l'Éternel.
Le changement est manifeste au verset 10. Il est maintenant question de vengeance envers les ennemis du psalmiste, et certains éluderont peut-être cette fin de psaume déconcertante. Il est question d'un roi au dernier verset. Peut-être est-ce le psalmiste lui-même, ou une manière d'élargir sa prière à la communauté. On retrouve un tel cri de vengeance dans le livre de Jérémie 11, 20.

## Usages liturgiques

### Dans le christianisme

#### Chez les catholiques
Ce psaume fut déjà choisi par saint Benoît de Nursie vers 530, en tant que le quatrième et dernier psaume lors de l'office solennel aux laudes du dimanche (règle de saint Benoît, chapitre XI).
Le psaume 63 est encore récité chaque dimanche aux laudes par les prêtres et les communautés religieuses, suivant la liturgie des Heures. Dans le cycle trisannuel des messes dominicales, il est lu les 22e et 32e dimanches du temps ordinaire de l’année A, et le 12e dimanche du temps ordinaire de l’année C.

## Mise en musique
À la fin du XVIIe siècle, Michel-Richard de Lalande écrit une œuvre en latin selon ce psaume (S.20). Il s’agit de l’un des grands motets afin de célébrer les offices à la chapelle royale du château de Versailles, pour le Roi Soleil Louis XIV. Marc-Antoine Charpentier compose un "Deus, Deus, meus ad te", H.188 pour 3 voix, 2 dessus instrumentaux, et basse continue en 1683.